# Џексон (Небраска)
Џексон (енгл. Jackson) град је у америчкој савезној држави Небраска.

## Демографија
По попису из 2010. године број становника је 223, што је 18 (8,8%) становника више него 2000. године.
| Група             | 2000.       | 2010.       |
| Белци             | 203 (99,0%) | 195 (87,4%) |
| Афроамериканци    | 0 (0,0%)    | 0 (0,0%)    |
| Азијати           | 1 (0,5%)    | 5 (2,2%)    |
| Хиспаноамериканци | 0 (0,0%)    | 12 (5,4%)   |
| Укупно            | 205         | 223         |